# BT (czołg)
BT (ros. Быстроходный танк, bystrochodnyj tank – czołg szybkobieżny) – seria czołgów lekkich produkowanych w Związku Radzieckim w latach 1932–1941. Znane były jako „betka” lub „betjuszka”. Czołgi BT mogły się poruszać zarówno na gąsienicach jak i na kołach, zdjęcie gąsienic i przejście na tryb kołowy trwało około 30 minut.

## Historia produkcji
W 1931 Związek Radziecki zakupił w Stanach Zjednoczonych dwa eksperymentalne, kołowo-gąsienicowe czołgi M1930 zaprojektowane przez Waltera Christiego. Transakcja ta miała nieco sensacyjne kulisy. Czołgiem Christiego zainteresowana była również Polska. Już jesienią 1929 do USA pojechała delegacja oficerów broni pancernej w celu zapoznania się z pojazdem. W marcu 1930 podpisano kontrakt na dostawę jednego czołgu. Miał on być dostarczony do czerwca 1930. Przewidziano również możliwość zakupu, za sumę 90 000 USD, praw do produkcji seryjnej w Polsce. Christie nie wywiązał się z umowy. Przeciągał termin wydania zamówionego czołgu. W październiku 1930, kiedy polska komisja odbiorcza przyjechała po zamówiony pojazd, oświadczył, że nie wyda go, jeśli nie otrzyma natychmiast pełnej opłaty licencyjnej. Polacy zetknęli się tam również z ubranymi po cywilnemu oficerami radzieckimi. Później okazało się, że Christie kilkanaście dni po zawarciu umowy z Polską zawarł podobny kontrakt z ZSRR. Wywiązał się z niego w pełni. W grudniu 1930 wysłał półlegalnie dwa pojazdy do ZSRR. Złamał w ten sposób zakaz eksportu czołgów bez zgody Departamentu Stanu i Departamentu Wojny USA. Polska odzyskała później wpłacone sumy, a także zainkasowała kary umowne. Zamiast czołgu Christiego zakupiony został brytyjski czołg Vickers 6-ton Mark E.
Dostarczone do ZSRR pojazdy, pod oznaczeniem BT-1, zostały poddane próbom technicznym.  Już w październiku 1931 były gotowe trzy pierwsze, nieuzbrojone prototypy BT-2, a w 1932 rozpoczęła się produkcja seryjna tych czołgów.

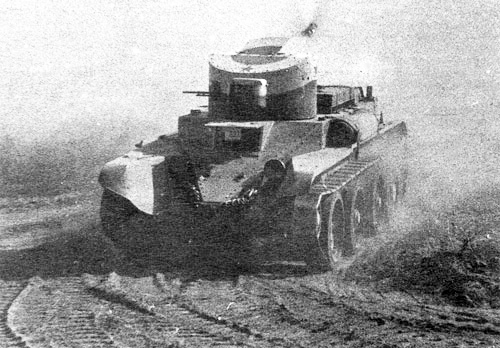
BT-2 z trzema karabinami maszynowymi

## Warianty
- BT-1(M1931) – oznaczenie było stosowane w dwóch przypadkach. Jako oznaczenie dwóch oryginalnych pojazdów Christiego, zakupionych w USA. Czasami również jako oznaczenie seryjnych czołgów BT, uzbrojonych wyłącznie w karabiny maszynowe. Wozy wyposażone w armatę 37 mm, nazywano wtedy BT-2.
- BT-2 – pierwsza wersja produkowana seryjnie. Wyposażona była w 2 warianty uzbrojenia:
  - dwa karabiny maszynowe TAK-2 we wspólnym jarzmie pośrodku wieży i jeden karabin maszynowy DT umieszczony w osobnym jarzmie kulistym po prawej stronie wieży.
  - jedno działo kal. 37 mm B-3 (5K) w zmodernizowanym jarzmie i karabin maszynowy DT w bocznym jarzmie kulistym.

Czołgi były napędzane silnikami gaźnikowymi M-5-400. W latach 1931–1933 wyprodukowano 623 egzemplarze w tym 260 uzbrojonych jedynie w karabiny maszynowe.
- BT-3 – pojazdy BT-2 wyposażone w koła jezdne tłoczone z blachy stalowej.
- BT-4 – wersja z częściowo spawanym pancerzem i lekkimi zmianami zawieszenia. Powstały trzy prototypy. Pojazd z dwoma wieżami, który pojawił się w internecie jest falsyfikatem, powstałym w wyniku połączenia zdjęć wersji BT-2 z wieżami wczesnych, dwuwieżowych czołgów T-26.[1]
- BT-5 – wersja z powiększoną, dwuosobową, wieżą wyposażoną w armatę 20-K(inne języki) kalibru 45 mm. Produkowana w latach 1933–1934 w ilości 1884 sztuk w tym 263 z radiostacją.
- BT-5PKh – prototypowa wersja przystosowana do forsowania pod wodą przeszkód wodnych.
- BT-5 z miotaczem ognia – kilka prototypów.
- BT-7 – wersja ze zmienionym kadłubem umożliwiającym zamontowanie większej wieży. Posiadała dodatkowy zbiornik paliwa oraz nowy silnik gaźnikowy M-17T o mocy 450 KM[2] (kopia silnika BMW). Produkcję rozpoczęto w 1935. Początkowo pojazdy te były wyposażone w wieże pochodzące z czołgu BT-5. W drugiej połowie 1937 weszła do produkcji odmiana z wieżą stożkową, nową trzybiegową skrzynią przekładniową i wzmocnionym zawieszeniem. Czołgi BT-7 były produkowane do 1940. Zbudowano 4614 egzemplarzy w tym 2016 wyposażonych w radiostację.
- BT-7A – wersja wsparcia artyleryjskiego, wyposażona w wieżę czołgu T-26 z 76,2 mm armatą wz.1927/32. Pojazd był uzbrojony również w dwa karabiny maszynowe. Jeden w jarzmie kulistym obok armaty, drugi (przeciwlotniczy) na obrotnicy umieszczonej na dachu wieży. Zapas amunicji kal. 76,2 mm wynosił 50 pocisków, a amunicji karabinowej 3339 pocisków. W latach 1936–1937 wyprodukowano 154 seryjne czołgi. W każdej brygadzie pancernej były zazwyczaj cztery wozy tego typu.
- BT-7M (od fabrycznego oznaczenia A-8 zwany także BT-8) – odmiana z silnikiem wysokoprężnym W-2 z nową wieżą. Produkowany seryjnie od grudnia 1939. Do końca 1940 zbudowano 715 pojazdów. Pod tym oznaczeniem wyprodukowano również serię 72 pojazdów, napędzanych silnikami gaźnikowymi M-17F, przeznaczoną dla oddziałów zmechanizowanych NKWD.
- BT-IS – wersja wyposażona w pochyły pancerz przedni i boczny kadłuba oraz pogrubiony pancerz (posiadał pancerz 6-40 mm). Nieznana jest liczba przerobionych BT-2/5/7.
- BT-42 – odmiana zbudowana w Finlandii. Na kadłubach zdobycznych czołgów BT-7, ustawiono powiększone wieże mieszczące brytyjskie haubice kal. 114 mm. Jesienią 1942 przebudowano w ten sposób 18 pojazdów.

## Służba
Czołgi BT-5 wzięły udział w hiszpańskiej wojnie domowej, gdzie ich siła ognia okazała się dużo wyższa niż ich odpowiedników z armii niemieckiej i włoskiej. Po stronie republikańskiej walczyło 50 czołgów BT-5, które w latach 1936–1939 Związek Radziecki dostarczył do Hiszpanii. Walczyły także przeciwko Japonii, w 1939 roku użyte w bitwie nad Chałchin-Goł czołgi BT-5 i BT-7, przyczyniły się do pokonamia armii japońskiej przez oddziały Armii Czerwonej dowodzone przez Gieorgija Żukowa. Zostały też użyte (głównie BT-2 i BT-5) w Finlandii w czasie wojny zimowej. We wrześniu 1939 roku Armia Czerwona użyła razem 2017 czołgów BT-2/5/7. Brały udział w agresji na Polskę (np. Wojska Samodzielnej Grupy Operacyjnej Polesie zniszczyły 4 czołgi, a 1 przejęły). BT-5 i BT-7 walczyły także w początkowej fazie wojny z Niemcami. Większość z nich została zniszczona lub porzucona przez załogi. Pozostałe egzemplarze wymieniono na nowocześniejsze T-34. Ostatni raz użyto ich bojowo w sierpniu 1945, na Dalekim Wschodzie.

## Dane taktyczno-techniczne
|                                      | BT-2                                                         | BT-5                                    | BT-7                                    | BT-7A                                     | BT-7M                                   |
| Załoga                               | 3                                                            | 3                                       | 3                                       | 3                                         | 3                                       |
| Masa                                 | 11,3 t                                                       | 11,5 t                                  | 13 t                                    | 13,5 t                                    | 14,65 t                                 |
| Długość                              | 5,359 m                                                      | 5,58 m                                  | 5,66 m                                  | 5,66 m                                    | 5,88 m                                  |
| Szerokość                            | 2,23 m                                                       | 2,23 m                                  | 2,23 m                                  | 2,23 m                                    | 2,29 m                                  |
| Wysokość                             | 2,16 m                                                       | 2,23 m                                  | 2,417 m                                 | 2,417 m                                   | 2,447 m                                 |
| Prześwit                             | 0,325 m                                                      | 0,325 m                                 | 0,39 – 0,41 m                           | 0,40 m                                    | 0,39 m                                  |
| Uzbrojenie                           | 3 km kal. 7,62 mm lub 1 armata kal. 37mm i 1 km kal. 7,62 mm | 1 armata kal. 45 mm i 1 km kal. 7,62 mm | 1 armata kal. 45 mm i 1 km kal. 7,62 mm | 1 armata kal. 76,2 mm i 1 km kal. 7,62 mm | 1 armata kal. 45 mm i 3 km kal. 7,62 mm |
| Silnik                               | M-5-400 400 KM                                               | M-5 400 KM                              | M-17T 400 KM                            | M-17T 400 KM                              | W-2 400 KM                              |
| Zapas paliwa                         | 400 l                                                        | 360 l                                   | 620 l                                   | 620 l                                     | 620+170 l                               |
| Prędkość maksymalna (na kołach)      | 72 km/h                                                      | 72 km/h                                 | 72 km/h                                 | 86 km/h                                   | 86 km/h                                 |
| Prędkość maksymalna (na gąsienicach) | 52 km/h                                                      | 52 km/h                                 | 52 km/h                                 | 62 km/h                                   | 62 km/h                                 |
| Zasięg (na kołach)                   | 200 km                                                       | 200 km                                  | 460 km                                  | 460 km                                    | 700 km                                  |
| Zasięg (na gąsienicach)              | 120 km                                                       | 150 km                                  | 375 km                                  | 375 km                                    | 600 km                                  |
| Opancerzenie                         | 6–13 mm                                                      | 6–13 mm                                 | 6–20 mm                                 | 6–30 mm                                   | 6–22 mm                                 |